# Часовий кристал
Часовий кристал або просторово-часовий кристал (англ. time crystal або space-time crystal) — новий стан матерії, нездатної самостійно прийти в стан нерухомої рівноваги. Поняття просторово-часових кристалів було запропоновано у 2012 році, у 2016 році їх було вперше синтезовано двома групами фізиків з різних університетів США.

## Історія відкриття
Вперше поняття просторово-часового кристалу було запропоновано у 2012 році Френком Вільчеком (Frank Wilczek), фізиком з Массачусетського технологічного інституту (Лауреат Нобелівської премії з фізики).

## Синтезування
У 2016 дві незалежні групи фізиків вперше створили такий кристал. Перша група фізиків — з університету Меріленда — синтезувала кристал з 10 іонів ітербію. Друга — з Гарвардського університету — інший підхід, а саме: кристал був складений з азотних вакансій в кристалічній решітці алмазу.
У січні 2024 року було опубліковано результати експериментів групи фізиків з Дортмундського технічного університету на чолі з Алексом Грайліхом (Alex Greilich). У цих експериментах застосовували кристали змішаного арсеніду індію-галію. Коливання, еквівалентні часовому кристалу, виникають через поляризацію спіну ядер атомів.  Час життя часового кристалу становив близько 40 хвилин, що є на даний момент абсолютним рекордом.